# 蘆粉蝶屬
蘆粉蝶屬（學名：Leuciacria）是粉蝶科粉蝶亞科粉蝶族絹粉蝶亞族裡的一個屬。共有2個物種，分佈於新畿內亞和新愛爾蘭島。

## 物種
- 蘆粉蝶 Leuciacria acuta
- Leuciacria olivei

## 腳註
1. ↑  Brower, Andrew V. Z. 2006. Leuciacria Rothschild & Jordan 1905. Version 18 November 2006 (temporary). http://tolweb.org/Leuciacria/76506/2006.11.18 （页面存档备份，存于） in The Tree of Life Web Project, http://tolweb.org/ （页面存档备份，存于） （英文）

## 外部連結
- Leuciacria （页面存档备份，存于） - funet.fi